# Hyposidra variabilis
Hyposidra variabilis là một loài bướm đêm trong họ Geometridae.